# Шкатулка с секретом (мультфильм)
«Шкату́лка с секре́том» — советский рисованный мультфильм режиссёра Валерия Угарова (1976), музыкальная фантазия по мотивам сказки Владимира Одоевского «Городок в табакерке».

## Сюжет
Мальчик рассматривает старинную музыкальную шкатулку, у которой на верхней крышке изображено некое подобие маленькой сцены. Его отец говорит, что раньше, когда шкатулку заводили, на этой сцене танцевали фигурки, но потом шкатулка сломалась по неизвестной причине. Отец предлагает сыну самостоятельно разгадать секрет поломки и уходит. Оставшись один, мальчик размышляет, что сможет разгадать секрет поломки, если станет очень маленьким и проберётся внутрь шкатулки.
Неожиданно мальчик уменьшается и через скважину для завода попадает в мир обитателей шкатулки, где в настоящий момент всё бездействует. Мальчик путешествует по механизму, изучая каждую деталь, и, касаясь частей механизма, приводит их в действие — каждая деталь на миг оживает, превращаясь в сказочного персонажа. Наконец мальчику открывается неполадка: беспорядочно раскрутившиеся витки пружины (когда мальчик аккуратно укладывает в рулон её стальные кольца, зритель видит как ожил ещё один персонаж, королева шкатулки Пружина) и отошедший фиксатор  зубчатого колеса, в которое втыкается ключ для завода механизма (когда мальчик приводит его в зацепление с зубчатым колесом, на крышке шкатулки показывается загадочный шут-арлекин). Мальчик заводит пружину и запускает исправный механизм. Шкатулка оживает.
Начинается музыкальное представление, в котором мальчик становится зрителем и больше не показывается. Идёт музыкальный спектакль, который разыгрывают детали механизма шкатулки, представленные в виде оживших персонажей. Сначала появляются мальчики и девочки-Колокольчики, потом — Молоточки (в виде велоэквилибристов), затем — Валик в образе генерала, а над ним гордо дефилирует в образе «леди из высшего света» Королева-Пружина. Герои-детали танцуют и поют песню, в которой у каждого персонажа свой куплет, в котором он рассказывает мальчику (и зрителю) о себе, но при этом недвусмысленно хвалит себя, заявляя, что в шкатулке он — самая нужная деталь. В то же время в танце детали демонстрируют гармоничное единство — Королева-Пружина заставляет Валик вертеться, сам он заставляет Молоточки стучать, те стучат по Колокольчикам, а сами Колокольчики от этого воспроизводят музыку.
Под ногами у всех путается арлекин (тот самый фиксатор), который отчаянно пытается обратить на себя внимание, потому что хочет, чтобы на всеобщем празднике оценили и его. Но детали безразличны к нему — отрабатывая музыкальную программу, они курсируют в разных направлениях и едва не давят его. Видя тщетность попыток, шут-арлекин интригует героев, заявляя, что знает некий очень важный для них секрет. Остальные детали, рассердившись, бросаются за ним. После их оскорбления («Ты просто лишняя деталь, тебя и выбросить не жаль!») арлекин приводит их к тому самому фиксатору, который находится в его ведении. Со словами «Сломается вот эта штука — шкатулка не издаст ни звука!» он отпускает фиксатор. Королева-Пружина хаотично раскручивается, а остальные детали падают, и шкатулка ломается.
Мальчик просыпается, так как всё увиденное было сном. Появляется его отец и спрашивает, смог ли он разгадать секрет шкатулки. Главный герой признаётся, что заснул, но говорит, что, как ему кажется, он понял, в чём секрет поломки, и приглашает отца разобраться вместе.

## Отличие от сказки Одоевского
В мультфильме главной деталью шкатулки является придуманный специально для экранизации персонаж, это шут-«храповик», без которого шкатулка не может завестись. «Пружинка», в свою очередь, представлена лишь как пружина завода, дающая ему энергию, в то время как в самой сказке она является баланс-спиралью, задающей такты часового механизма — то есть, в оригинальном произведении именно она является самой главной деталью шкатулки.

## Создатели
- Автор сценария — Евгений Агранович
- Режиссёр — Валерий Угаров
- Художники-постановщики — Владимир Зуйков, Ада Никольская
- Композитор — Владимир Мартынов
- Музыка записана в Московской экспериментальной студии электронной музыки при участии вокально-инструментального ансамбля «Орегон»
- Текст песен — Альберт Иванов
- Оператор — Михаил Друян
- Звукооператор — Владимир Кутузов
- Монтажёр — Маргарита Михеева
- Ассистенты: Людмила Кошкина, Татьяна Лытко, Ирина Петерсон
- Художники-мультипликаторы: Виолетта Колесникова, Юрий Кузюрин, Галина Зеброва, Олег Комаров, Татьяна Фадеева, Александр Давыдов, Валерий Угаров, Алексей Букин, Александр Панов
- Поют: Геннадий Трофимов, Ашот Адамян, Татьяна Решетникова, Юрий Лошкарёв, Елена Камбурова, Светлана Харитонова, Андрей Горин, Виктор Гусев, Владимир Мартынов, Света Виноградова
- Редактор — Аркадий Снесарев
- Директор картины — Любовь Бутырина

В записи вокальных партий принимали участие музыканты рок-группы «Оловянные солдатики»: Юрий Лошкарёв, Андрей Горин и Виктор Гусев.

## Награды и призы
- Приз на I конгрессе UNITEK[1]

## О мультфильме
Тема воображения, фантазии — ещё одна отличительная черта в творчестве Валерия Угарова. Наиболее показательна музыкальная феерия «Шкатулка с секретом» (1976) — своеобразная мини-опера по мотивам сказки Владимира Одоевского «Городок в табакерке». Герой фильма — мальчик — засыпает и оказывается внутри шкатулки. В экранизации изначальный мотив «познавания» отходит на второй план, уступая музыке, динамике, калейдоскопу цвета. В фильме действует немыслимое число персонажей, которое растёт от кадра к кадру. К финалу темп повествования ускоряется, музыка становится всё громче, напряжение достигает наивысшей точки — и всё это для того, чтобы остановиться, разрушиться и замереть навсегда. Мальчик сотворил излюбленный Угаровым беспорядок и… проснулся.— Сергей Капков